# Racha Vema Reddy
Racha Vema Reddy (rei 1420-1434), fou fill i successor de Pedakomati Vema Reddy com a rei de Kondavidu.
Racha fou un governant cruel que va oprimir als seus súbdits. Fou assassinat per un dels seus propis subjectes. La mort de Racha Vema va posar final al regne Reddy de Kondavidu. No obstant la branca oriental de Rajahmundry encara romania al poder.